# Levomoprolol
Levomoprolol je beta adrenergijski antagonist. On je (S)-enantiomer moprolola.